# 팜쥐
팜쥐(Rattus palmarum)는 시궁쥐속에 속하는 설치류의 일종이다. 니코바르 제도의 카 니코바, 그레이트 니코바 섬에서만 발견된다. 자연 서식지는 아열대 또는 열대 기후 지역의 건조림과 망그로브 숲이다.

## 특징
꼬리 길이 220~231mm를 제외한 몸길이가 225~230mm인 작은 설치류로 발 길이는 45~48mm이다. 거친 가시털이 덮여 있다. 등 쪽은 짙은 갈색을 띠는 반면에 배 쪽은 희다.

## 생태
나무 위에서 주로 생활하는 수상성 동물이고, 야행성 동물이다.

## 분포 및 서식지
니코바르제도 카 니코바르와 그레이트니코바르 섬에 널리 분포한다. 열대 상록수림과 망그로브 숲에서 서식한다. 야자 잎을 좋아한다.